# Оттенбахер, Отто-Эрнст
Отто Эрнст, Оттенбахер (нем. Otto-Ernst Ottenbacher; 18 ноября 1888 — 7 января 1975) — немецкий офицер, участник Первой и Второй мировых войн, Генерал-лейтенант, немецкий военачальник времен Третьего Рейха, кавалер Рыцарского креста.

### Биография
Отто-Эрнст Оттенбахер сын банкира приехал в 3-й пехотный полк Вюртембергская армия «Альт-Вюртемберг» № 121, поступил на службу 29 июня 1907 года в армию Вюртемберга в звании Фанен-юнкер, звание традиционно присваиваемое слушателям вторых — третьих курсов военно-учебных заведений, примерно аналогичное по смыслу русскому курсанту. Уже через несколько месяцев 19 ноября 1908 года в том же 3-м пехотном полку Вюртемберга «Альт-Вюртемберг» № 121, был повышен в лейтенанты, где и служил незадолго до начала Первой мировой войны. Во время первой мировой войны был ранен за что и получил Нагрудный знак «За ранение» 3 степени (с немецкого звучит как «черное ранение»), означает от одного до двух легких ранений в совокупности, а в 1935 году женился на Рут-Аннелиз де Кейзер. На протяжении всей службы вел успешную военную карьеру, к марту 1941 года дослужился до звания Генерал-лейтенанта. В октябре 1941 во время второй мировой воны под Калининым нынешним городом Тверь, самолет связи генерала Оттенбахер был сбит советскими истребителями, и совершил аварийную посадку, в результате пожара на борту самолета он получил серьезные ожоги, и отправлен в Берлин. Вернулся на службу и с 1942 по 1944 год отвечал за подготовку сил безопасности на территории Франции, из за сильного физического истощения он подал прошение на отпуск, впоследствии был обвинен в преступлениях на территории Франции против мирного населения, но за недостаточным количеством улик военный суд Бордо в 1950 году освободил его.

### Первая мировая война
24 декабря 1914 года было присвоено звание обер-лейтенант. В это время он был назначен на должность Адъютант батальона в 3-м пехотном полку Вюртемберга «Альт-Вюртемберг» № 121. Позже Отто-Эрнст стал лидером и командиром пулеметной роты «MG», в качестве полкового адъютанта и офицера пулеметной роты при штабе полка, 18 августа 1916 года получил звание капитана. Чуть позднее, еще в Генеральном штабе был назначен главнокомандующим в 13-й армейский корпус (вермахт), и как адъютант 51 стрелковой бригады был ранен в Первой мировой войне. Это нашло отражение в наградах, нагрудный знак Нагрудный знак «За ранение» 3 степени «черное ранение», от одного до двух легких ранений в совокупности. Кроме того, он был удостоен нескольких других наград в дополнение к обоим Железным крестам.

### Между мировыми войнами
После войны через некоторое время перевели в добровольческий отдел Хааса в качестве капитана с сохранением звания. Начиная с 1 октября 1919 года приписан к 13 Бригаде Рейхсвера. Кроме того, весной 1920 года участвовал переформировании и передислокации армии численностью 200 000 человек, после чего по-прежнему служил в штабе бригады 13 Рейхсвер в качестве офицера, участвовал в формировании армии из 100 000 человек. Был назначен главой 1-й роты 13-го (Вюртембергского) пехотного полка, 1 ноября 1923 года его ненадолго перевели в качестве адъютанта в пехотную школу, а с 1 апреля 1924 года он в течение нескольких лет был начальником 2-го и 4-го пехотного полка в Старгард. 1 октября 1928 года был переведен на несколько лет в полковой состав 15-го полка в качестве капитана в Падерборн, 1 мая 1929 года получил звание майора, 1 октября 1931 года был переведен в полковой штаб 17-го пехотного полка в Брауншвейг. В 1932 году Отто-Эрнст был назначен командиром 1-го батальона 17-го пехотного полка, а уже с 1 октября 1933 года был назначен подполковником. Далее переведен в командующие пехотным полком в город крепость Глогау, 1 октября 1934 года армии Рейхсвера были расширены войсками вермахта, и Отто присвоено звание полковника 1 августа 1935 года. В Октябре 1935 он был назначен командиром пехотного полка 54 в Глогау. Он сохранял командование в течение нескольких лет, 21 декабря 1935 года он женился на Рут-Аннелиз де Кейзер. 1 апреля 1938 года был назначен командиром командования оборонительных сооружений под Лётценом Крепостная пехотная бригада «Лётцен», продолжая носить форму 54 пехотного полка, 1 апреля 1939 года произведен в генерал-майоры. Незадолго до начала Второй мировой войны назначен командиром штаба.

### Вторая мировая война
Был использован в начале Второй мировой войны в конце лета 1939 года в Польская кампания вермахта (1939), под 3-й армией. К осени 1939 года его формирование было распущено, впоследствии Отто назначен командиром 346-го пехотного батальона, 1 июня 1940 года он был назначен командиром дивизии № 177 в Вене. Был ответственным за перераспределение войск 17-й Военный округ (Германия), с 25 октября 1940 года он был назначен командиром 36-я пехотная дивизия (вермахт), а 1 марта 1941 года он был произведен в генерал-лейтенанты. В начале лета 1941 года он возглавил свою дивизию в Восточной кампании по нападению на север России, 13 августа 1941 года он был награжден Рыцарский крест Железного креста. В середине октября 1941 года он передал командование 36-й пехотной и моторизованной дивизией, во время боев под Калининым, самолет связи генерала Оттенбахер был сбит советскими истребителями и совершил аварийную посадку, в результате пожара на борту самолета, он получил серьезные ожоги, в течение нескольких дней руководил из госпиталя главного командования 41-й моторизованный корпус (вермахт), в конце октября 1941 года был отправлен на лечение в Германию, 14 января 1942 года он находился под руководством Главного командования 13 штаба около трех месяцев. В конце апреля 1942 года он подал в отставку и снова был переведен в фюрерский запас, 1 августа 1942 года он был назначен генеральным комиссаром военного командующего Францией, теперь он отвечал за подготовку сил безопасности. Летом 1944 года, после вторжения союзников, «Группа Оттенбахер» возглавила «борьбу с бандами» в Дордонь Центральном массиве. Наряду с боевой группой Боде из 11-й танковой дивизии во время отступления произошли военные преступления против мирных жителей и разрушение нескольких деревень. В начале сентября «Ottenbacher Group» использовалась в Лангр, а затем в Эпиналь. После этого подал прошение об отпуске, ему было разрешено уйти из за «физического истощения» и морального истоения, до конца войны он так и не нашел смысла. В 1950 году был доставлен в суд Бордо за военные преступления, освобожден военным судом за отсутствием улик.

### Личные вещи офицеров
Офицерский сундук для хранения личных вещей принадлежал одному из офицеров немецкого 70-го пехотного полка армии под командованием Отто Эрнст Оттенбахер; колонна была переименована путем переформирования из 36-я пехотная дивизия (вермахт) и доведение ее оснащением в 36-ю моторизованную дивизию, 2 октября 1941 года подразделение атаковало Погорелое Городище и оборонялось здесь. В середине октября 1941 года Отто Эрнст Оттенбахер госпитализирован в Германию. С началом стратегического наступления советских войск под Москвой дивизия вместе с другими немецкими войсками отступила на запад, перешло к обороне вблизи Ржева и Старица (город). В боях соединения потеряли большое количество живой силы и техники. В течение 1942—1943 дивизия держала оборонительные позиции в Ржевском выступе, вела бои за Ярополец, Зубцов, Красный Холм, Бежецк, Пушкино, Бараново Торжокский район. В октябре 1942 участвовали в ожесточенных оборонительных боя в районе Гжатск. В феврале-марте 1943 года 36-я моторизованная дивизия приняла участие в операции «Бюффель» — операции по выводу немецких войск из Ржевского выступа. Дивизия отступала из-под Гжатска направлении в Вязьму. Позже дивизия переброшена в район Ярцево, Бор, Духовщина и Демидов. 21 марта 1943 дивизия получила приказ на реформирование и переход на штаты пехотной дивизии.